# Juletoppane
Die Juletoppane (englisch Jule Peaks) sind eine kleine Gruppe isolierter Berggipfel im antarktischen Königin-Maud-Land. Sie ragen 56 km westnordwestlich des Bergs Borga auf.
Norwegische Kartografen kartierten sie anhand von Vermessungen und Luftaufnahmen der Norwegisch-Britisch-Schwedischen Antarktisexpedition (1949–1952). Ihr norwegischer Name bedeutet so viel wie „Weihnachtsgipfel“.